# Wąglik
Wąglik (deutsch Wonglik, 1938–1945 Balzershausen) ist ein Dorf und Schulzenamt in der Stadt- und Landgemeinde Pisz (Johannisburg) im Powiat Pisz in der Woiwodschaft Ermland-Masuren, Polen. Wąglik-Kolonia ist eine Siedlung bei Wąglik.

## Geographische Lage
Das Dorf Wąglik liegt am Ostrand der Puszcza Piska (Johannisburger Heide) nordöstlich des Jezioro Brzozolasek (Falkensee) in der östlichen Woiwodschaft Ermland-Masuren. Die Kreisstadt Pisz befindet sich drei Kilometer weiter östlich.
Wąglik-Kolonia ((Lage)) liegt etwa 700 Meter nördlich des Dorfes an der von Snopki (Snopken/Wartendorf) kommenden Nebenstraße.

## Geschichte
Das nach 1785 Wonglick und bis 1938 Wonglik genannte Dorf wurde im Jahre 1511 als Gut eines Wildbereiters mit fünf Hufen nach köllmischem Recht gegründet. Zwischen 1874 und 1945 war es in den Amtsbezirk Snopken (1938–1945 Wartendorf) eingegliedert, der – 1938 in „Amtsbezirk Wartendorf“ umbenannt – zum Kreis Johannisburg im Regierungsbezirk Gumbinnen (ab 1905: Regierungsbezirk Allenstein) der preußischen Provinz Ostpreußen gehörte.
1910 und 1933 zählte Wonglik gleichbleibend 143 Einwohner. Am 3. Juni (amtlich bestätigt am 16. Juli) 1938 wurde das Dorf aus politisch-ideologischen Gründen der Abwehr fremdländisch klingender Ortsnamen in „Balzershausen“ umbenannt. Die Zahl der Einwohner belief sich im Jahre 1939 auf 149.
Als im Jahre 1945 in Kriegsfolge das südliche Ostpreußen an Polen überstellt wurde, war auch Wonglik resp. Balzershausen davon betroffen. Das Dorf erhielt die polnische Namensform „Wąglik“. Heute ist es Sitz eines Schulzenamtes  und als solches eine Ortschaft im Verbund der Stadt- und Landgemeinde Pisz (Johannisburg) im Powiat Piski, bis 1998 der Woiwodschaft Suwałki, seither der Woiwodschaft Ermland-Masuren zugehörig. Im Jahre 2011 zählte das Dorf 195 Einwohner.

## Kirche
Bis 1945 war Wonglik resp. Balzershausen in die evangelische Kirche Johannisburg in der Kirchenprovinz Ostpreußen der Kirche der Altpreußischen Union sowie in die römisch-katholische Kirche in Johannisburg im damaligen Bistum Ermland eingepfarrt. Heute gehören das Dorf Wąglik sowie Wąglik-Kolonia katholischerseits zur Pfarrei in Pisz, heute im Bistum Ełk der Römisch-katholischen Kirche in Polen gelegen. Die evangelischen Einwohner orientieren sich ebenfalls zur Kreisstadt, deren Kirchengemeinde in die Diözese Masuren der Evangelisch-Augsburgischen Kirche in Polen eingegliedert ist.

## Wąglik-Kolonia
Wąglik-Kolonia kann man als Waldsiedlung bezeichnen, es umfasst vier Häuser. Karten des Jahres 1938 verzeichnen hier noch keine Bauwerke.

## Verkehr
Wąglik und Wąglik-Kolonia sind von der polnischen Landesstraße 58 über Snopki (Snopken/Wartendorf) zu erreichen. Wartendorf war bis 1945 auch die nächste Bahnstation an der inzwischen aufgegebenen Bahnstrecke Lötzen–Johannisburg, so dass heute kein Bahnanschluss mehr existiert.